# Клепиковские озёра
Клепиковские озёра — система озёр на стыке Владимирской, Рязанской и Московской областей, частично на территории национальных парков Мещёрский и Мещёра. Общая площадь озёр достигает 3,5 тысячи гектаров.
Самое северное озеро системы — Святое, площадью 960 га — расположено на границе Московской и Владимирской областей.
В него впадает река Бужа, а вытекает река Пра, которая соединяет все основные озёра системы, кроме Великого. После озёр Имлес и Дубового (южная часть которого в начале XIX века называлась Погостским, а северная часть соединена протокой с озером Лихарево, в которое впадает река Посерда) Пра разделяется на две протоки, образуя так называемое Мещёрское озерное кольцо. Левая протекает через озёра Шагара и Иванковское, первое из которых широкой протокой сообщается с озером Великим — самым крупным из Клепиковских озёр (2200 га). Правая протекает через ещё одно Святое, сильно заросшие Шатурское, Валдево и Мелдево, а также Сокорево, принимая между двумя последними воды Ялмы. Часть этой протоки на самом деле является рукотворным каналом между Ялмой (у Великодворья) и Сокоревым, после прорытия которого в конце XIX века нижняя часть Ялмы стала течь в обратную сторону и называться Прой. Самым нижним озером системы является Мартыново, после которого Пра течёт к Спас-Клепикам единым руслом. Ещё несколько озёр (Лихарёво, Филилеевское, Круглое, Лебединое, Беленькое, Белые озёра (к северу и югу от озера Великое) лежат в стороне от основного кольца.
Клепиковские озёра имеют ледниковое происхождение, их глубина обычно не превышает 2 метров. Зимой самые мелкие водоёмы могут промерзать до дна. Берега многих озёр заболоченные, вода в летний период зарастает осокой, ряской и камышом. Однако некоторые озёра, такие как Белое, расположенное к северу от Великого, имеют карстовое происхождение и следовательно отличаются большой глубиной (более 50 м), прозрачной водой и песчаным дном.
Озёра очень живописны и служат местом отдыха туристов. В Клепиковских озёрах водятся щука, окунь, ёрш, карась, линь, язь, плотва; озёра являются местом обитания водоплавающих птиц. Болота в котловине озёр (Малое жабье, Пышница, Прудковская заводь) являются особо охраняемыми территориями, здесь обитают лебедь-кликун, серый журавль, большой кроншнеп, большой веретенник, произрастают редкие виды растений.
На берегу озера Сокорево расположено древнее село Стружаны с Успенской церковью. В конце XVII века по приказу Петра I на этом месте были сооружены верфи для строительства стругов. По озёрам и реке Пра струги сплавлялись в Оку, а оттуда в Волгу.

## Галерея

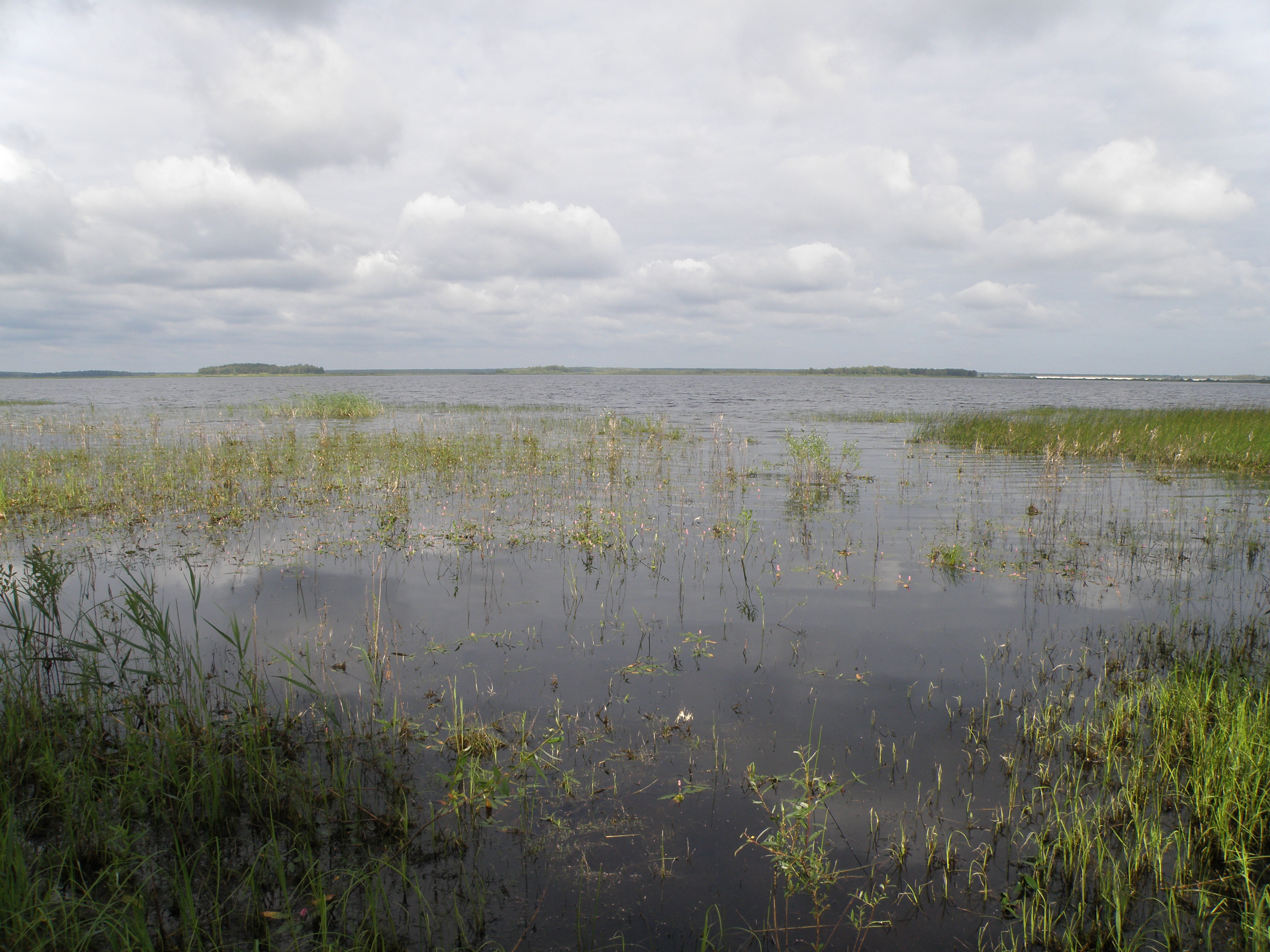
Озеро Святое, вид с восточного берега
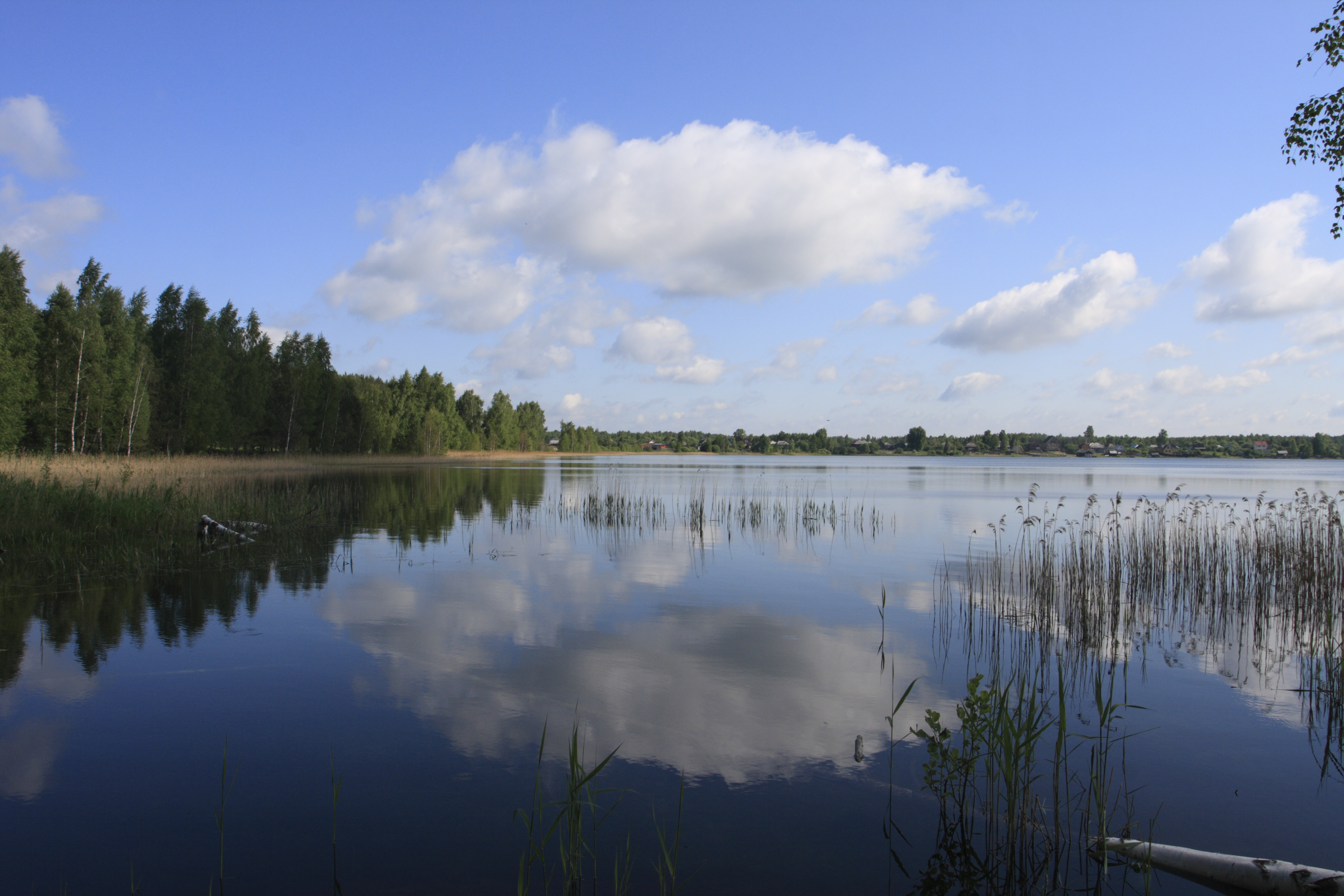
Озеро Белое (северное)
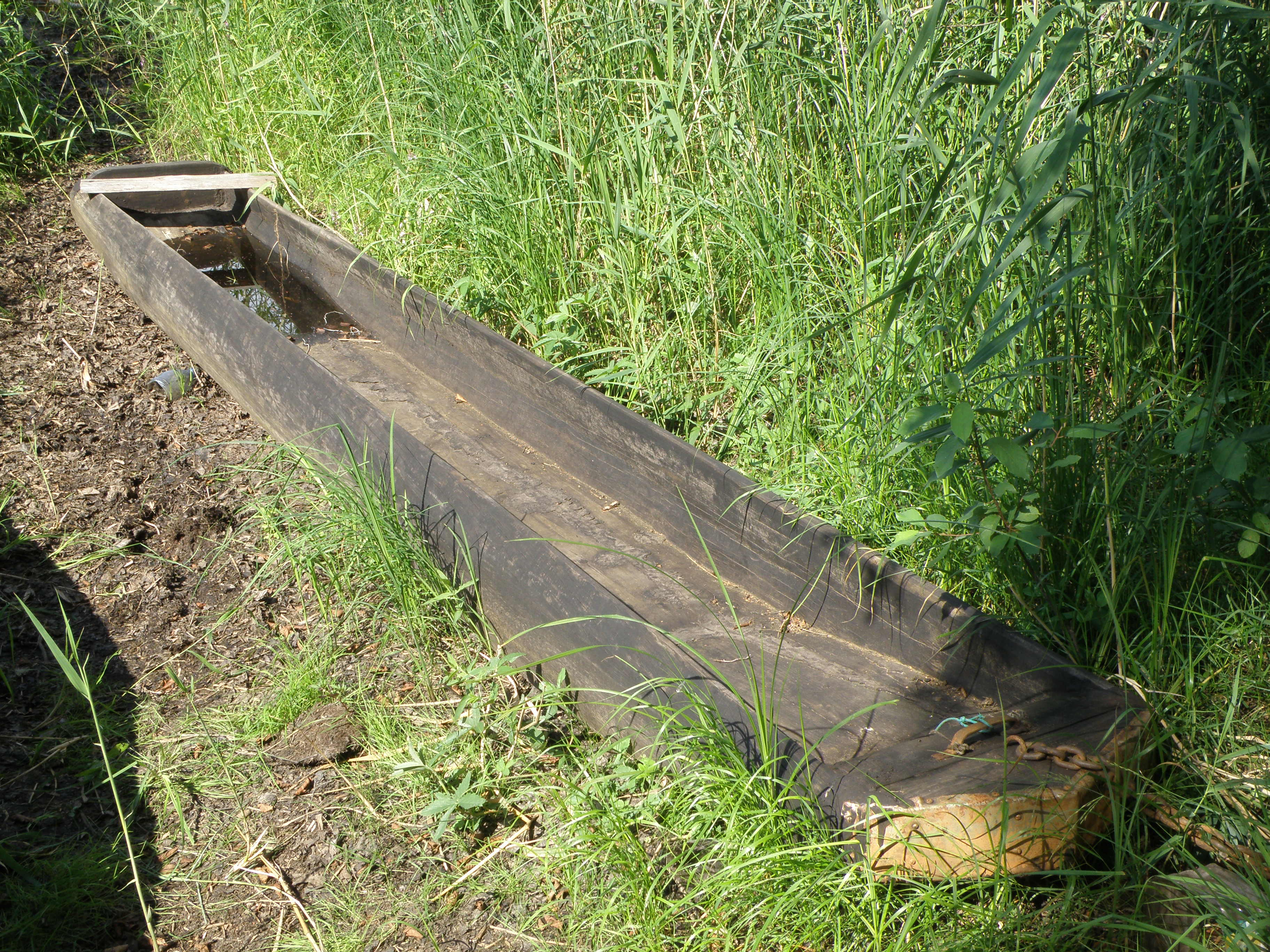
Традиционная мещёрская лодка-долблёнка